# Dorin Liviu Birdean
Dorin Liviu Birdean (ca. 1963 - 27 mei 2017) was de burgemeester van de gemeente Checea, District Timiș, Roemenië. Dorin Birdean werd gekozen op 6 juni 2004 als burgemeester van het toen samengevoegde Checea. Hij kreeg 462 van 880 stemmen. Dorin Birdean was lid van de Nationaal-Liberale Partij. Voordien was hij van 1996-2004 burgemeester van de gemeente Cenei. 
Hij was nog steeds burgemeester toen hij stierf op 27 mei 2017.